# Coupe d'Europe de rugby à XV 2006-2007
Navigation
H-Cup 2005-2006 H-Cup 2007-2008
La douzième Coupe Heineken 2006-2007 réunit des sélections issues des Six Nations (Irlande, Italie, Écosse, pays de Galles, Angleterre et France).
Les formations s'affrontent dans une première phase de six poules de quatre équipes où la victoire rapporte quatre points, un nul deux points et une défaite rien. D'autre part, un point de bonus est accordé aux équipes marquant au moins quatre essais et/ou perdant par sept points au plus.
Les quarts de finale sont disputés par les six équipes arrivées en tête de leur poule, classées de 1 à 6, et les deux meilleures deuxièmes (celles qui ont le plus grand total de points) sont classées 7 et 8. Les oppositions sont équipe 1 contre équipe 8, 2 - 7, 3 - 6 et 4 - 5. La suite de la compétition se fait par élimination directe à chaque tour.
Cette saison, la compétition est dominée par les Anglais qui placent trois représentants dans le dernier carré (égalant ainsi les performances françaises de 1999 et de 2005) et monopolisent la finale. C'est la première fois qu'aucun club français n'est présent à partir des demi-finales. Il en résulte que la France ne peut améliorer son score de finale consécutives avec au moins un de ses clubs en finale : il reste à quatre années consécutives par deux fois (finales de 1996 à 1999 et de 2003 à 2006).
En finale, les Leicester Tigers affrontent les London Wasps le 21 mai 2007 au stade de Twickenham à Londres. Les Londoniens remportent leur second trophée après celui de 2004. Ils empêchent ainsi les Leicester Tigers de faire le doublé titre national et européen (voire le triplé Championnat et Coupes anglaise et d'Europe) et aussi de rafler un troisième titre pour rejoindre le Stade toulousain en tête du palmarès.

## Première phase

### Notations
Signification des abréviations :
- Pts : points de classement
- J : matchs joués
- V : nombre de victoires
- N : nombre de matchs nuls
- D : nombre de défaites
- EM : nombre d'essais marqués
- EE : nombre d'essais encaissés
- BO : points de bonus offensif
- BD : points de bonus défensif
- PM : nombre de points marqués
- PE : nombre de points encaissés
- Δ : différence de points

### Poule 1
| Équipe            | Pays       |
| ----------------- | ---------- |
| Benetton Trévise  | Italie     |
| USA Perpignan     | France     |
| London Wasps      | Angleterre |
| Castres olympique | France     |

| Équipe            | Pts | J | V | N | D | EM | EE | BO | BD | PM  | PE  | Δ    |
| ----------------- | --- | - | - | - | - | -- | -- | -- | -- | --- | --- | ---- |
| London Wasps (3e) | 23  | 6 | 5 | 0 | 1 | 23 | 5  | 2  | 1  | 195 | 64  | +131 |
| USA Perpignan     | 18  | 6 | 4 | 0 | 2 | 19 | 9  | 2  | 0  | 161 | 108 | +53  |
| Castres olympique | 16  | 6 | 3 | 0 | 3 | 17 | 13 | 2  | 2  | 146 | 136 | +10  |
| Benetton Trévise  | 0   | 6 | 0 | 0 | 6 | 11 | 43 | 0  | 0  | 83  | 277 | -194 |

| Date        | Lieu                     | Équipe            | Score | Adversaire        |
| ----------- | ------------------------ | ----------------- | ----- | ----------------- |
| 21 octobre  | Di Monigo, Trévise       | Benetton Trévise  | 10-25 | USA Perpignan     |
| 22 octobre  | Adams Park, High Wycombe | London Wasps      | 19-13 | Castres olympique |
| 27 octobre  | Pierre-Antoine, Castres  | Castres olympique | 41-22 | Benetton Trévise  |
| 28 octobre  | Aimé-Giral, Perpignan    | USA Perpignan     | 19-12 | London Wasps      |
| 9 décembre  | Pierre-Antoine, Castres  | Castres olympique | 36-28 | USA Perpignan     |
| 10 décembre | Adams Park, High Wycombe | London Wasps      | 55-0  | Benetton Trévise  |
| 15 décembre | Aimé-Giral, Perpignan    | USA Perpignan     | 30-3  | Castres olympique |
| 16 décembre | Di Monigo, Trévise       | Benetton Trévise  | 5-71  | London Wasps      |
| 13 janvier  | Di Monigo, Trévise       | Benetton Trévise  | 21-40 | Castres olympique |
| 13 janvier  | Adams Park, High Wycombe | London Wasps      | 22-14 | USA Perpignan     |
| 20 janvier  | Aimé-Giral, Perpignan    | USA Perpignan     | 45-25 | Benetton Trévise  |
| 20 janvier  | Pierre-Antoine, Castres  | Castres olympique | 13-16 | London Wasps      |

### Poule 2
| Équipe           | Pays       |
| ---------------- | ---------- |
| Edinburgh Rugby  | Écosse     |
| SU Agen          | France     |
| Gloucester Rugby | Angleterre |
| Leinster         | Irlande    |

| Équipe           | Pts | J | V | N | D | EM | EE | BO | BD | PM  | PE  | Δ   |
| ---------------- | --- | - | - | - | - | -- | -- | -- | -- | --- | --- | --- |
| Leinster (6e)    | 21  | 6 | 4 | 0 | 2 | 21 | 10 | 3  | 2  | 174 | 97  | +77 |
| SU Agen          | 17  | 6 | 4 | 0 | 2 | 12 | 14 | 1  | 0  | 119 | 119 | 0   |
| Gloucester Rugby | 15  | 6 | 3 | 0 | 3 | 19 | 16 | 2  | 1  | 152 | 144 | +8  |
| Edinburgh Rugby  | 5   | 6 | 1 | 0 | 5 | 10 | 22 | 0  | 1  | 95  | 180 | -85 |

| Date        | Lieu                   | Équipe           | Score | Adversaire       |
| ----------- | ---------------------- | ---------------- | ----- | ---------------- |
| 20 octobre  | Armandie, Agen         | SU Agen          | 19-17 | Edinburgh Rugby  |
| 21 octobre  | Lansdowne Road, Dublin | Leinster         | 37-20 | Gloucester Rugby |
| 28 octobre  | Kingsholm, Gloucester  | Gloucester Rugby | 26-32 | SU Agen          |
| 29 octobre  | Murrayfield, Édimbourg | Edinburgh Rugby  | 25-24 | Leinster         |
| 9 décembre  | Kingsholm, Gloucester  | Gloucester Rugby | 38-22 | Edinburgh Rugby  |
| 9 décembre  | Lansdowne Road, Dublin | Leinster         | 26-10 | SU Agen          |
| 16 décembre | Armandie, Agen         | SU Agen          | 13-25 | Leinster         |
| 17 décembre | Murrayfield, Édimbourg | Edinburgh Rugby  | 14-31 | Gloucester Rugby |
| 12 janvier  | Armandie, Agen         | SU Agen          | 26-18 | Gloucester Rugby |
| 13 janvier  | Donnybrook, Dublin     | Leinster         | 49-10 | Edinburgh Rugby  |
| 19 janvier  | Kingsholm, Gloucester  | Gloucester Rugby | 19-13 | Leinster         |
| 19 janvier  | Murrayfield, Édimbourg | Edinburgh Rugby  | 7-19  | SU Agen          |

### Poule 3
| Équipe               | Pays           |
| -------------------- | -------------- |
| Sale Sharks          | Angleterre     |
| Stade français Paris | France         |
| Rugby Calvisano      | Italie         |
| Ospreys              | Pays de Galles |

| Équipe                    | Pts | J | V | N | D | EM | EE | BO | BD | PM  | PE  | Δ    |
| ------------------------- | --- | - | - | - | - | -- | -- | -- | -- | --- | --- | ---- |
| Stade français Paris (5e) | 22  | 6 | 4 | 1 | 1 | 20 | 5  | 3  | 1  | 174 | 80  | +94  |
| Ospreys                   | 20  | 6 | 4 | 1 | 1 | 19 | 8  | 2  | 0  | 147 | 108 | +39  |
| Sale Sharks               | 15  | 6 | 3 | 0 | 3 | 16 | 10 | 2  | 1  | 147 | 90  | +57  |
| Rugby Calvisano           | 0   | 6 | 0 | 0 | 6 | 6  | 38 | 0  | 0  | 74  | 264 | -190 |

| Date        | Lieu                     | Équipe               | Score | Adversaire           |
| ----------- | ------------------------ | -------------------- | ----- | -------------------- |
| 20 octobre  | Liberty Stadium, Landore | Ospreys              | 17-16 | Sale Sharks          |
| 21 octobre  | San Michele, Calvisano   | Rugby Calvisano      | 10-45 | Stade français Paris |
| 27 octobre  | Edgeley Park, Stockport  | Sale Sharks          | 67-11 | Rugby Calvisano      |
| 28 octobre  | Jean-Bouin, Paris        | Stade français Paris | 27-14 | Ospreys              |
| 9 décembre  | San Michele, Calvisano   | Rugby Calvisano      | 27-50 | Ospreys              |
| 10 décembre | Parc des Princes, Paris  | Stade français Paris | 27-16 | Sale Sharks          |
| 15 décembre | Liberty Stadium, Landore | Ospreys              | 26-9  | Rugby Calvisano      |
| 16 décembre | Edgeley Park, Stockport  | Sale Sharks          | 12-6  | Stade français Paris |
| 13 janvier  | San Michele, Calvisano   | Rugby Calvisano      | 11-29 | Sale Sharks          |
| 14 janvier  | Liberty Stadium, Landore | Ospreys              | 22-22 | Stade français Paris |
| 20 janvier  | Jean-Bouin, Paris        | Stade français Paris | 47-6  | Rugby Calvisano      |
| 20 janvier  | Edgeley Park, Stockport  | Sale Sharks          | 7-18  | Ospreys              |

### Poule 4
| Équipe              | Pays           |
| ------------------- | -------------- |
| Cardiff Blues       | Pays de Galles |
| CS Bourgoin-Jallieu | France         |
| Leicester Tigers    | Angleterre     |
| Munster             | Irlande        |

| Équipe                | Pts | J | V | N | D | EM | EE | BO | BD | PM  | PE  | Δ    |
| --------------------- | --- | - | - | - | - | -- | -- | -- | -- | --- | --- | ---- |
| Leicester Tigers (4e) | 23  | 6 | 5 | 0 | 1 | 22 | 6  | 2  | 1  | 172 | 60  | +112 |
| Munster (7e)          | 23  | 6 | 5 | 0 | 1 | 16 | 11 | 2  | 1  | 152 | 112 | +40  |
| Cardiff Blues         | 9   | 6 | 2 | 0 | 4 | 8  | 18 | 0  | 1  | 87  | 138 | -51  |
| CS Bourgoin-Jallieu   | 4   | 6 | 0 | 0 | 6 | 13 | 24 | 2  | 2  | 95  | 196 | -101 |

| Date        | Lieu                           | Équipe              | Score | Adversaire          |
| ----------- | ------------------------------ | ------------------- | ----- | ------------------- |
| 21 octobre  | Pierre-Rajon, Bourgoin-Jallieu | CS Bourgoin-Jallieu | 5-13  | Cardiff Blues       |
| 22 octobre  | Welford Road, Leicester        | Leicester Tigers    | 19-21 | Munster             |
| 28 octobre  | Thomond Park, Limerick         | Munster             | 41-23 | CS Bourgoin-Jallieu |
| 29 octobre  | Arms Park, Cardiff             | Cardiff Blues       | 17-21 | Leicester Tigers    |
| 8 décembre  | Pierre-Rajon, Bourgoin-Jallieu | CS Bourgoin-Jallieu | 13-28 | Leicester Tigers    |
| 10 décembre | Arms Park, Cardiff             | Cardiff Blues       | 12-22 | Munster             |
| 16 décembre | Welford Road, Leicester        | Leicester Tigers    | 57-3  | CS Bourgoin-Jallieu |
| 16 décembre | Thomond Park, Limerick         | Munster             | 32-18 | Cardiff Blues       |
| 13 janvier  | Welford Road, Leicester        | Leicester Tigers    | 34-0  | Cardiff Blues       |
| 14 janvier  | Stade de Genève, Genève        | CS Bourgoin-Jallieu | 27-30 | Munster             |
| 20 janvier  | Thomond Park, Limerick         | Munster             | 6-13  | Leicester Tigers    |
| 20 janvier  | Arms Park, Cardiff             | Cardiff Blues       | 27-24 | CS Bourgoin-Jallieu |

### Poule 5
| Équipe            | Pays           |
| ----------------- | -------------- |
| Ulster            | Irlande        |
| Stade toulousain  | France         |
| London Irish      | Angleterre     |
| Llanelli Scarlets | Pays de Galles |

| Équipe                 | Pts | J | V | N | D | EM | EE | BO | BD | PM  | PE  | Δ   |
| ---------------------- | --- | - | - | - | - | -- | -- | -- | -- | --- | --- | --- |
| Llanelli Scarlets (2e) | 27  | 6 | 6 | 0 | 0 | 20 | 12 | 3  | 0  | 169 | 120 | +49 |
| Stade toulousain       | 17  | 6 | 3 | 0 | 3 | 18 | 17 | 3  | 2  | 147 | 145 | +2  |
| Ulster                 | 10  | 6 | 2 | 0 | 4 | 10 | 15 | 1  | 1  | 111 | 129 | -18 |
| London Irish           | 9   | 6 | 1 | 0 | 5 | 15 | 19 | 2  | 3  | 124 | 157 | -33 |

| Date        | Lieu                      | Équipe            | Score | Adversaire        |
| ----------- | ------------------------- | ----------------- | ----- | ----------------- |
| 20 octobre  | Madejski Stadium, Londres | London Irish      | 25-32 | Llanelli Scarlets |
| 21 octobre  | Ravenhill, Belfast        | Ulster            | 30-3  | Stade toulousain  |
| 27 octobre  | Stradey Park, Llanelli    | Llanelli Scarlets | 21-15 | Ulster            |
| 29 octobre  | Ernest-Wallon, Toulouse   | Stade toulousain  | 37-17 | London Irish      |
| 9 décembre  | Stradey Park, Llanelli    | Llanelli Scarlets | 20-19 | Stade toulousain  |
| 9 décembre  | Madejski Stadium, Londres | London Irish      | 29-13 | Ulster            |
| 15 décembre | Ravenhill, Belfast        | Ulster            | 29-13 | London Irish      |
| 16 décembre | Ernest-Wallon, Toulouse   | Stade toulousain  | 34-41 | Llanelli Scarlets |
| 13 janvier  | Madejski Stadium, Londres | London Irish      | 24-26 | Stade toulousain  |
| 13 janvier  | Ravenhill, Belfast        | Ulster            | 11-35 | Llanelli Scarlets |
| 21 janvier  | Ernest-Wallon, Toulouse   | Stade toulousain  | 28-13 | Ulster            |
| 21 janvier  | Stradey Park, Llanelli    | Llanelli Scarlets | 20-16 | London Irish      |

### Poule 6
| Équipe             | Pays       |
| ------------------ | ---------- |
| Biarritz olympique | France     |
| Northampton Saints | Angleterre |
| Border Reivers     | Écosse     |
| Rugby Parme        | Italie     |

| Équipe                   | Pts | J | V | N | D | EM | EE | BO | BD | PM  | PE  | Δ    |
| ------------------------ | --- | - | - | - | - | -- | -- | -- | -- | --- | --- | ---- |
| Biarritz olympique (1er) | 29  | 6 | 6 | 0 | 0 | 29 | 5  | 5  | 0  | 186 | 45  | +141 |
| Northampton Saints (8e)  | 20  | 6 | 4 | 0 | 2 | 27 | 13 | 4  | 0  | 188 | 92  | +96  |
| Border Reivers           | 6   | 6 | 1 | 0 | 5 | 15 | 23 | 2  | 0  | 121 | 166 | - 45 |
| Rugby Parme              | 5   | 6 | 1 | 0 | 5 | 9  | 39 | 1  | 0  | 79  | 271 | -192 |

| Date        | Lieu                           | Équipe             | Score | Adversaire         |
| ----------- | ------------------------------ | ------------------ | ----- | ------------------ |
| 20 octobre  | Netherdale, Galashiels         | Border Reivers     | 35-3  | Rugby Parme        |
| 22 octobre  | Aguiléra, Biarritz             | Biarritz olympique | 22-10 | Northampton Saints |
| 28 octobre  | Sergio Lanfranchi, Parme       | Rugby Parme        | 7-50  | Biarritz olympique |
| 28 octobre  | Franklins Gardens, Northampton | Northampton Saints | 37-13 | Border Reivers     |
| 9 décembre  | Netherdale, Galashiels         | Border Reivers     | 0-25  | Biarritz olympique |
| 9 décembre  | Sergio Lanfranchi, Parme       | Rugby Parme        | 21-68 | Northampton Saints |
| 16 décembre | Franklins Gardens, Northampton | Northampton Saints | 36-0  | Rugby Parme        |
| 17 décembre | Aguiléra, Biarritz             | Biarritz olympique | 27-17 | Border Reivers     |
| 12 janvier  | Aguiléra, Biarritz             | Biarritz olympique | 45-3  | Rugby Parme        |
| 14 janvier  | Murrayfield, Édimbourg         | Border Reivers     | 19-29 | Northampton Saints |
| 21 janvier  | Franklins Gardens, Northampton | Northampton Saints | 8-17  | Biarritz olympique |
| 21 janvier  | Sergio Lanfranchi, Parme       | Rugby Parme        | 39-30 | Border Reivers     |

## Analyse de la première phase
Le Stade toulousain est éliminé. Après seulement quatre rencontres, le Stade avait fortement hypothéqué ses chances, en partie à cause d'une franchise galloise étonnante qui vient briser l'hégémonie de trois nations sur les quarts de finale : trois clubs français, trois anglais, et deux provinces irlandaises en 2005-2006.
Les Llanelli Scarlets ont enchaîné exploit sur exploit : après avoir réussi à Toulouse en décembre 2006 un match incroyable remporté 41 à 34, la franchise galloise a une nouvelle fois réalisé une démonstration en gagnant 35 à 11 en Irlande sur le terrain de l'Ulster. Dans une poule très difficile, Llanelli obtient six victoires.
Le Biarritz olympique réalise un exploit inédit en gagnant ses cinq premiers matchs avec bonus. Ils gagnent leur dernier match sans bonus et ils comptent donc 29 points sur 30 possibles.
Le Leinster et le Munster se sont qualifiés et les clubs anglais qualifient trois de leurs représentants.
Une seule victoire est à signaler pour les équipes italiennes. Les Écossais font un peu mieux avec deux victoires.
Trois clubs anglais, deux français, deux provinces irlandaises et une franchise galloise se retrouvent donc en quarts de finale de l'édition 2006-2007.

## Phase finale
|  | Quarts de finale                     | Quarts de finale                     |                    |    | Demi-finales                      | Demi-finales                      |  |  | Finale                        | Finale                        |
|  | Quarts de finale                     | Quarts de finale                     |                    |    | Demi-finales                      | Demi-finales                      |  |  | Finale                        | Finale                        |
|  |                                      |                                      |                    |    |                                   |                                   |  |  |                               |                               |
|  | 1er avril, Anoeta (Saint-Sébastien ) | 1er avril, Anoeta (Saint-Sébastien ) |                    |    | 22 avril, Ricoh Arena (Coventry ) | 22 avril, Ricoh Arena (Coventry ) |  |  | 21 mai, Twickenham (Londres ) | 21 mai, Twickenham (Londres ) |
|  | 1er avril, Anoeta (Saint-Sébastien ) | 1er avril, Anoeta (Saint-Sébastien ) |                    |    | 22 avril, Ricoh Arena (Coventry ) | 22 avril, Ricoh Arena (Coventry ) |  |  | 21 mai, Twickenham (Londres ) | 21 mai, Twickenham (Londres ) |
|  | Biarritz olympique                   | 6                                    |                    |    | 22 avril, Ricoh Arena (Coventry ) | 22 avril, Ricoh Arena (Coventry ) |  |  | 21 mai, Twickenham (Londres ) | 21 mai, Twickenham (Londres ) |
|  | Biarritz olympique                   | 6                                    |                    |    | 22 avril, Ricoh Arena (Coventry ) | 22 avril, Ricoh Arena (Coventry ) |  |  | 21 mai, Twickenham (Londres ) | 21 mai, Twickenham (Londres ) |
|  | Northampton Saints                   | 7                                    |                    |    | 22 avril, Ricoh Arena (Coventry ) | 22 avril, Ricoh Arena (Coventry ) |  |  | 21 mai, Twickenham (Londres ) | 21 mai, Twickenham (Londres ) |
|  | Northampton Saints                   | 7                                    | Northampton Saints | 13 |                                   |                                   |  |  | 21 mai, Twickenham (Londres ) | 21 mai, Twickenham (Londres ) |
|  | 31 mars, Adams (H Wycombe )          |                                      | Northampton Saints | 13 |                                   |                                   |  |  | 21 mai, Twickenham (Londres ) | 21 mai, Twickenham (Londres ) |
|  |                                      | London Wasps                         | 30                 |    |                                   |                                   |  |  | 21 mai, Twickenham (Londres ) | 21 mai, Twickenham (Londres ) |
|  | London Wasps                         | London Wasps                         | 30                 | 35 |                                   |                                   |  |  | 21 mai, Twickenham (Londres ) | 21 mai, Twickenham (Londres ) |
|  | London Wasps                         |                                      |                    | 35 |                                   |                                   |  |  | 21 mai, Twickenham (Londres ) | 21 mai, Twickenham (Londres ) |
|  | Leinster                             | 13                                   |                    |    |                                   |                                   |  |  | 21 mai, Twickenham (Londres ) | 21 mai, Twickenham (Londres ) |
|  | Leinster                             | 13                                   | London Wasps       | 25 |                                   |                                   |  |  |                               |                               |
|  | 1er avril, Welford Road (Leicester ) |                                      | London Wasps       | 25 |                                   |                                   |  |  |                               |                               |
|  |                                      | Leicester Tigers                     | 9                  |    |                                   |                                   |  |  |                               |                               |
|  | Leicester Tigers                     | Leicester Tigers                     | 9                  | 21 |                                   |                                   |  |  |                               |                               |
|  | Leicester Tigers                     | 21 avril, Walkers (Leicester )       |                    | 21 |                                   |                                   |  |  |                               |                               |
|  | Stade français Paris                 | 20                                   |                    |    |                                   |                                   |  |  |                               |                               |
|  | Stade français Paris                 | 20                                   | Leicester Tigers   | 33 |                                   |                                   |  |  |                               |                               |
|  | 30 mars, Stradey Park (Llanelli )    |                                      | Leicester Tigers   | 33 |                                   |                                   |  |  |                               |                               |
|  |                                      | Llanelli Scarlets                    | 17                 |    |                                   |                                   |  |  |                               |                               |
|  | Llanelli Scarlets                    | Llanelli Scarlets                    | 17                 | 24 |                                   |                                   |  |  |                               |                               |
|  | Llanelli Scarlets                    |                                      |                    | 24 |                                   |                                   |  |  |                               |                               |
|  | Munster                              | 15                                   |                    |    |                                   |                                   |  |  |                               |                               |
|  | Munster                              | 15                                   |                    |    |                                   |                                   |  |  |                               |                               |

Le Stade français et Biarritz sortent prématurément contre les clubs anglais de Leicester, futur champion d'Angleterre, et de Northampton, futur relégué. Trois clubs anglais jouent les demi-finales. Favoris, les Leicester Tigers et les London Wasps, s'imposent facilement et se retrouvent pour la première finale de Coupe d'Europe 100 % anglaise.

## Finale
Des Wasps très réalistes raflent leur deuxième titre européen après celui de 2004. Le capitaine du XV de France Raphaël Ibañez gagne la première Coupe d'Europe de sa carrière. Leicester, pourtant favori, manque un triplé historique après ses victoires en Championnat d'Angleterre et dans la Coupe anglo-galloise.
| Équipes                 | Leicester Tigers - London Wasps |
| Score                   | 9 - 25 (mt 9-13) |
| Date                    | 21 mai 2007 |
| Stade                   | Stade de Twickenham, Londres |
| Spectateurs             | 81 076 |
| Arbitre                 | Alan Lewis ( Irlande) |
| Composition des équipes | |
| Leicester Tigers        | Titulaires : 15 Geordan Murphy puis Sam Vesty (77e), 14 Seru Rabeni, 13 Dan Hipkiss, 12 Daryl Gibson puis Ollie Smith (50e), 11 Alesana Tuilagi, 10 Andy Goode puis Ian Humphreys (63e), 9 Frank Murphy, 8 Martin Corry (cap.), 7 Shane Jennings, 6 Lewis Moody puis Brett Deacon (78e), 5 Ben Kay puis Leo Cullen (46e), 4 Louis Deacon, 3 Julian White, 2 George Chuter puis James Buckland (78e), 1 Marcos Ayerza puis Alex Moreno (73e). Remplaçants : 16 James Buckland, 17 Alex Moreno, 18 Leo Cullen, 19 Brett Deacon, 20 Ian Humphreys, 21 Sam Vesty, 22 Ollie Smith. |
| London Wasps            | Titulaires : 15 Daniel Cipriani, 14 Paul Sackey, 13 Fraser Waters, 12 Josh Lewsey, 11 Tom Voyce, 10 Alex King puis Mark van Gisbergen (74e), 9 Eoin Reddan puis Mark McMillan (78e), 8 Lawrence Dallaglio (cap) puis James Haskell (50e), 7 Tom Rees, 6 Joe Worsley, 5 Tom Palmer, 4 Simon Shaw puis Daniel Leo (55e), 3 Tom French, 2 Raphaël Ibañez puis Dominic Waldouck (76e), 1 Phil Vickery puis Peter Bracken (75e). Remplaçants : 16 Joe Ward, 17 Peter Bracken, 18 Daniel Leo, 19 James Haskell, 20 Mark McMillan, 21 Dominic Waldouck, 22 Mark van Gisbergen.       |
| Points marqués          | |
| Leicester Tigers        | 3 pénalités d'Andy Goode (7e, 17e, 39e) |
| London Wasps            | 2 essais d'Eoin Reddan (14e) et de Raphaël Ibañez (34e), 4 pénalités d'Alex King (5e, 42e, 49e, 73e), 1 drop d'Alex King (54e) |
| Évolution du score      | 0-3, 3-3, 3-8, 6-8, 6-13, 9-13, mt, 9-16, 9-19, 9-22, 9-25 |